# بايين هلوسرا (شبخوسلات)
بایین هلوسرا (بالفارسية: پایین هلوسرا) هي قرية تقع في إيران في قسم شبخوسلات الريفي. يقدر عدد سكانها بـ 656 نسمة بحسب إحصاء 2016.